# Nové Bránice

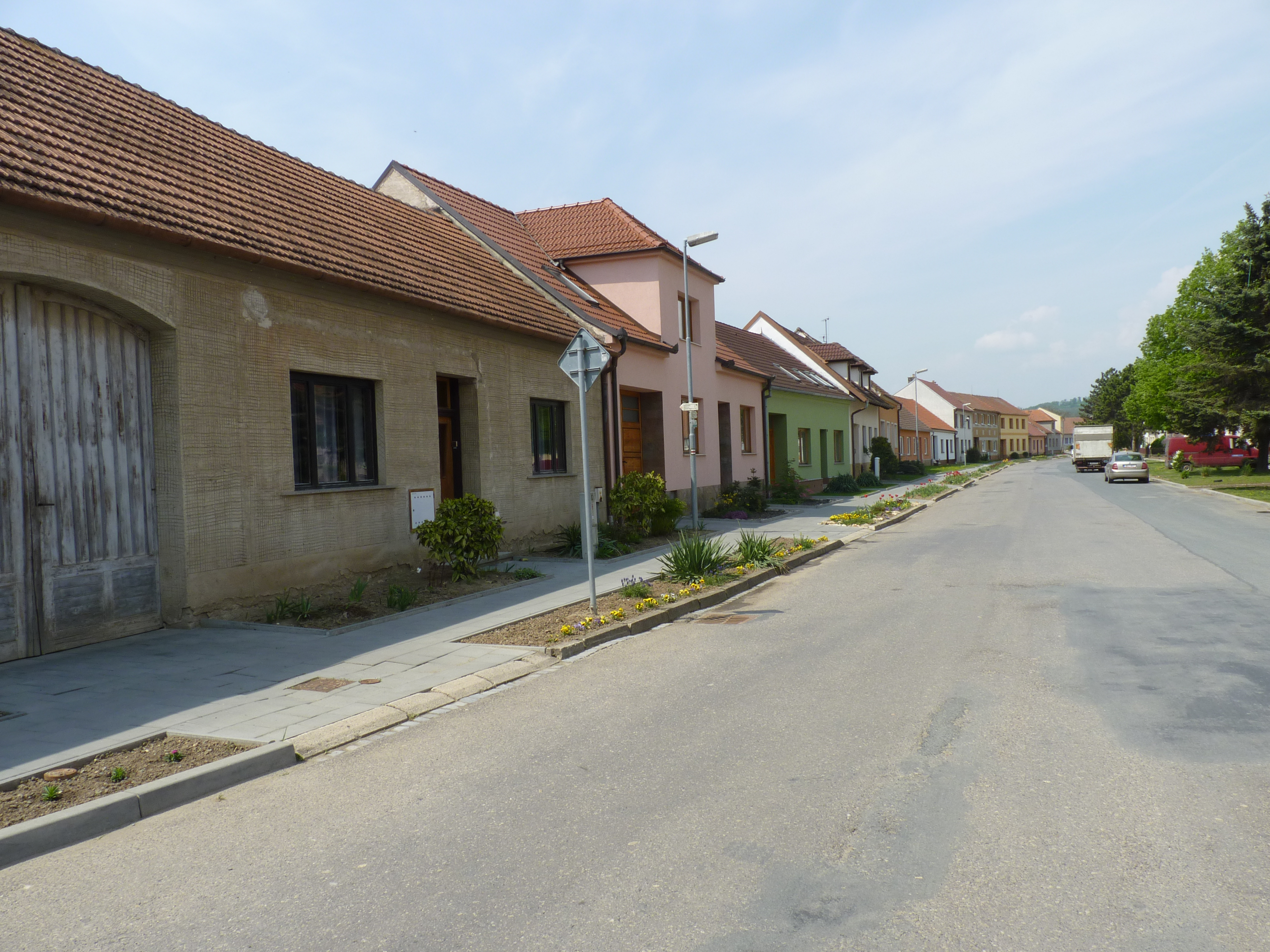
Nové Bránice (2011)

Nové Bránice, bis 1947 Německé Bránice (deutsch Deutsch Branitz) ist eine Gemeinde in Tschechien. Sie liegt sechs Kilometer südöstlich von Ivančice und gehört zum Okres Brno-venkov.

## Geographie
Nové Bránice befindet sich am Übergang der Böhmisch-Mährischen Höhe zur Thaya-Schwarza-Senke. Das Dorf liegt rechtsseitig der Jihlava am Bach Mlýnský potok. Nördlich erhebt sich die Karlova hora (286 m), im Osten der Šibeniční vrch (Galgenberg, 296 m) und südwestlich die Kobyla (355 m).
Nachbarorte sind Moravské Bránice und Silůvky im Norden, Tikovice im Nordosten, Dolní Kounice im Osten, Pravlov und Trboušany im Südosten, Jezeřany-Maršovice im Süden, Stavení, Rakšice und Durdice im Südwesten, Rokytná und Budkovice im Westen sowie Němčice, Alexovice und Ivančice im Nordwesten.

## Geschichte
Einer Legende zufolge sollen nach der Schlacht bei Loděnice die zum weiteren Kriegsdienst untauglich gewordenen Männer mit ihren Familien zwei Siedlungen – auf der mährischen Seite des Flusses Moravské Bránice und auf der österreichischen Seite Německé Bránice – angelegt haben, die der Burg Kounice untertänig wurden.
Die erste Erwähnung des Dorfes erfolgte im Jahre 1276, als das Prämonstratenserinnenkloster Rosa Coeli Bránice seiner Gönnerin Mačka, der Ehefrau des Wilhelm von Dürnholz, überließ. Zu dieser Zeit bestand das Dorf aus 44 Anwesen. Als diese verstorben war, eignete sich 1306 das Kloster Želiv Bránice einschließlich der Feste, herrschaftlichen Hof, Kapelle und Mühle sowie Wäldern und Weideland an. Im Jahre 1594 kaufte das Kloster Strahov Německé Bránice. Das älteste Ortssiegel von 1658 trägt die Inschrift Peczet Niemeczky Branicz und zweig zwei gekreuzte Rebmesser und eine Pflugschar. Nach der Aufhebung des Klosters fiel das Gut 1782 dem Religionsfonds zu. in dieser Zeit entstand eine einklassige Dorfschule und ein Glockenturm. 1790 lebten in den 70 Häusern des Dorfes 344 Menschen. 1798 verstarb mit Pater Oktavian Prudký der letzte Geistliche, der in Německé Bránice wirkte. 1808 kaufte Joseph von Dietrichstein das Gut für 46.000 Gulden. Das hinter dem alten Friedhof gelegene eingeschossige Schloss war seit 1832 unbewohnt und verfiel. Joseph von Dietrichstein hinterließ 1858 vier Töchter, jedoch keine männliche Nachkommen. Über seine älteste Tochter Theresia gelangte der Besitz an die Grafen von Herberstein.
Nach der Aufhebung der Patrimonialherrschaften bildete Německé Bránice/Deutsch Branitz ab 1850 eine Gemeinde in der Bezirkshauptmannschaft Brünn. 1870 entstand nordwestlich des Dorfes der erste ganz aus Eisen gebaute Viadukt Österreich-Ungarns. 1895 erbte Theresia von Dietrichsteins Sohn Johann Joseph von Herberstein das Gut. 1896 gründete sich die Freiwillige Feuerwehr. 1921 wurde die Gemeinde dem Okres Brno-venkov zugeordnet. Im Jahre 1947 erfolgte die Umbenennung des Dorfes in Nové Bránice. Zwischen 1948 und 1960 gehörte Nové Bránice zum Okres Rosice. Nach dessen Aufhebung kam Nové Bránice zum Okres Brno-venkov zurück. Das alte Viadukt Ivančice wurde 1978 durch einen parallelen Neubau ersetzt und größtenteils abgebrochen. Seit 1997 führt die Gemeinde Nové Bránice ein Wappen und Banner.

## Gemeindegliederung
Für die Gemeinde Nové Bránice sind keine Ortsteile ausgewiesen. Zu Moravské Bránice gehört die Einschicht Chajda.

## Sehenswürdigkeiten
- Viadukt Ivančice, nordwestlich des Dorfes, der erhaltene Torso der alten Eisenbrücke ist als Kulturdenkmal geschützt.

## Söhne und Töchter der Gemeinde
- Martin Přech, er war 1406 Bakkalaureus der Prager Hochschule